# Варвара (област Бургас)
Вижте пояснителната страница за други значения на Варвара.
Варва̀ра е село в Югоизточна България, област Бургас, община Царево.

## География
Село Варвара се намира на около 55 km югоизточно от центъра на областния град Бургас, около 7 km югоизточно от общинския център град Царево и около 4 km северозападно от град Ахтопол. Разположено е на 500 – 600 m от брега на Черно море, в най-източните подножия на странджанския планински рид Босна, около 4,5 km източно от най-високия му връх Папѝя (501,4 m). Надморската височина в центъра на селото при сградата на кметството е около 25 m, а в западния му край нараства до около 40 – 45 m. Климатът е континентално-средиземноморски със силно черноморско климатично влияние.
Село Варвара е в обхвата на природен парк „Странджа“.
През село Варвара минава третокласният републикански път III-9901, който е отклонение при град Царево от републикански път II-99 на югоизток, продължаващо след Варвара през град Ахтопол и село Синеморец до село Резово, където свършва.
Землището на село Варвара граничи със землищата на: град Ахтопол на юг; село Бродилово на запад; град Царево на северозапад.
В югоизточната част на землището на село Варвара се намират морският плаж „Къмпинг Делфин“ – с дължина 400 – 500 m (поземлени имоти с кадастрални идентификатори 10094.36.4 и 10094.36.5) и къмпинг „Делфин“ (поземлени имоти с кадастрални идентификатори 10094.36.146 и 10094.36.147; по данни към 8 ноември 2022 г.).
Населението на село Варвара, наброявало 290 души при преброяването към 1934 г. и 408 към 1956 г., намалява до 202 към 1975 г. и след колебания в числеността през следващите години, наброява 238 (по служебен документ на НСИ от 31.12.2023 г.) към 2023 г.
Етническият състав на населението по численост и дял на етническите групи според преброяването през 2011 г. е:
|                     | Численост | Дял (в %) |
| Общо                | 260       | 100,00    |
| Българи             | 186       | 71,53     |
| Турци               |           |           |
| Цигани              | 62        | 23,84     |
| Други               | 3         | 1,15      |
| Не се самоопределят |           |           |
| Неотговорили        | 5         | 1,92      |

## История
Селото е в България от 1912 г., след Балканската война
Според местна легенда за произхода на името на селото в древността на мястото на днешна Варвара се заселват тракийски племена, които се занимават предимно със земеделие и животновъдство. Те често нападат съседния град Агатополис (днешен Ахтопол). Той е населяван от гърци, които започват да ги наричат варвари (варварой), а от там идва и името на селището им – Варвара.
Най-ранните писмени сведения за Варвара са картата на Кристиан Лудвиг Томас (1757 – 1817 г., архитект, геодезист, член на ложата „Zur Einigkeit“ („Към единство“), Франкфурт на Майн) от 1788 г., където селото присъства под името Vardarach (Вардарах), както и картата на Макс Шимек.
До средата на XIX век на мястото, където по-късно е разположено селото, се е намирал само малък параклис „Света Варвара“, почитан от жителите на Царево (тогава Василикò), Ахтопол, Кости и Бродилово. До присъединяването на селото към България след Балканската война населението му е предимно гръцко. През 1913 г. гърците се изселват и на тяхно място се заселват български бежанци от Източна Тракия, много от тях от голямото село Ятрос, чийто диалект е близък до хасекийския. Новото село приема името на светицата-патрон на параклиса.
Преброяването през 1926 г. регистрира 72 къщи и 239 жители, от които 174 бежанци от Източна Тракия.
Поминъкът на населението е бил земеделие, въглищарство и риболов. През 1925 г. производителите на дървени въглища и дървен материал се обединяват в Горска производителна кооперация „Папия“; последните архивни документи на кооперацията са от 1953 г..
Българско училище в селото е открито през 1915 г., след заселването на тракийските бежанци, в частна сграда (турско кафене). През 1933 г. по стопански начин е построена училищна сграда. До 1935 г. учениците се обучават само от един учител. През учебната 1935/1936 г. учителите са вече двама за четирите отделения. През учебната 1940/1941 г. в училището учат 55 ученика. През 1946 г. училището е електрифицирано. След 1950 г. броят на учениците започва да намалява и през учебната 1958/1959 г. е 39. През учебната 1970/1971 година броят на учениците е двадесет и през 1972 г. училището се закрива, а учениците са пренасочени в училището в град Ахтопол.

## Обществени институции
Село Варвара към 2024 г. е център на кметство Варвара.
В село Варвара към 2024 г. има:
- действащо читалище „Варвара - 2019“;[15]
- православна църква „Света Варвара“;[16]

## Забележителности
Варвара е известна преди всичко с красивото море. Въпреки че пясъчната ивица е доста малка, тя е сред най-красивите по Черноморието. Поради отдалечеността си селото е успяло да запази чистата си природа и кристални морски води. Селото е обградено от скалисти заливи, подходящи за подводен риболов и гмуркане.
Върху близкия до селото връх Папѝя има следи от късноантична и средновековна крепост.
Край Варвара се намира Желязното дърво, направено специално за снимането на филма „Голямото нощно къпане“. Именно това е мястото, където години наред хипарите посрещат Джулая.

## Редовни събития
През първата седмица на септември се състои съборът на Варвара в продължение на 2 дни. Вечерта на първия се организират нестинарски танци, а по обяд на втория – народни борби.

## Други
Залив Варвара на остров Нелсън, Южни Шетландски острови е наименуван в чест на село Варвара.

## Фотогалерия
- Църквата „Света Варвара“.
- Плажът на Варвара; зад скалите са „Дарданелите“, любимо място на гмуркачите.